# Daniela Alcívar Bellolio
Daniela Alcívar Bellolio (Guayaquil, 3 de marzo de 1982) es una escritora y crítica literaria ecuatoriana.

## Carrera literaria
Después de terminar sus estudios superiores se mudó a Buenos Aires, donde empezó una segunda carrera en la Universidad del Cine. Posteriormente inició una maestría en literatura en la Universidad de Buenos Aires, que luego abandonó en favor de un doctorado. Durante estos años publicaba críticas literarias y de cine en su blog, titulado El desprecio.
Sus dos primeros libros fueron la colección de relatos Para esta mañana diáfana y el libro de ensayos Pararrayos, ambos publicados en 2016 y escritos durante su estadía en Buenos Aires, donde vivió durante 13 años. A su regreso a Ecuador empezó a trabajar como editora en la editorial independiente Turbina.
En abril de 2018 obtuvo una mención de honor en el Premio de Novela Breve La Linares con la novela Siberia, enviada al concurso con el seudónimo "Nela Martínez", y en la que cuenta la historia de una migrante ecuatoriana que debe convivir con el duelo provocado por abandonar su país y por la muerte de un hijo. En su decisión, el jurado aseveró que: 

"Siberia evidencia una poderosa voz narrativa; despliega un lenguaje signado por imágenes precisas y visuales, junto a una profunda emotividad que no decae en estridencias sentimentales".

 La obra fue galardonada con el Premio Joaquín Gallegos Lara a la mejor novela del año.
En 2019 la editorial española Candaya publicó una nueva edición de Siberia, en la que Alcívar incluyó un texto adicional titulado Un año después.

## Obras
- Para esta mañana diáfana (2016), cuentos
- Pararrayos (2016), ensayos
- Siberia (2018), novela
- Lo que fue el futuro (2022), novela[10]